# Stranger Aeons
Stranger Aeons EP je švedskog death metal-sastava Entombed. Diskografska kuća Earache Records objavila ga je u lipnju 1992.

## Popis pjesama
| 1. | »Stranger Aeons« | 3:27 |

| Strana B | Strana B          | Strana B | Strana B | Strana B | Strana B | Strana B | Strana B | Strana B | Strana B |
| Br.      | Skladba           | Trajanje |          |          |          |          |          |          |          |
| -------- | ----------------- | -------- | -------- | -------- | -------- | -------- | -------- | -------- | -------- |
| 2.       | »Dusk«            | 2:42     |          |          |          |          |          |          |          |
| 3.       | »Shreds of Flesh« | 2:03     |          |          |          |          |          |          |          |
| 8:12     |                   |          |          |          |          |          |          |          |          |

## Zasluge
Entombed
- Alex Hellid – gitara, bas-gitara
- Nicke Andersson – bubnjevi, vokal

Ostalo osoblje
- Tomas Skogsberg – inženjer zvuka